# Monopoli (igra)
Monopoli (v izvirniku angleško Monopoly) je ameriška igra na deski za dva do šest igralcev (v nekaterih različicah do osem), v kateri igralci prevzamejo vlogo posestnikov in med premikanjem po označenih poljih kupujejo ali prodajajo ta polja ter investirajo vanje z gradnjo hiš in hotelov. Ostali igralci morajo lastniku polja, na katerem se znajdejo, plačati najemnino. Cilj igre je s premišljenim investiranjem prevzeti večino polj in prisiliti ostale igralce v bankrot. Po rezultatu – monopolu nad nepremičninskim trgom – ima igra tudi ime. 
Igro, ki je svetovno ena najbolj znanih iger na deski, trži korporacija Hasbro. V osnovnem kompletu je deska z lokacijami iz mesta Atlantic City (New Jersey, ZDA), bankovci, ki služijo kot plačilno sredstvo v igri, igralne figurice, kocke, ki določajo premikanje figuric, in figurice, ki predstavljajo investicije (hiše, hoteli). Od leta 1935, ko je prvič izšla sedanja različica, je bilo prodanih več sto milijonov izvodov, po licenci jo izdelujejo v več kot sto državah po vsem svetu in nastalo je prek dvesto različic, od lokaliziranih variant, kjer so lokacije iz drugih mest, do tematskih izdaj z lokacijami, poimenovanimi denimo po športnih ali pop-kulturnih franšizah.

## Zgodovina
Zametek Monopolija je igra The Landlord's Game avtorice Elizabeth Magie iz leta 1902. Nastala je kot demonstracija avtoričinega političnega prepričanja – Magiejeva je bila podpornica ekonomske teorije Henryja Georgea, ki je zagovarjal, da mora država obdavčiti le naravne dobrine (predvsem zemljo), vse, kar ljudje s tem ustvarijo, pa je njihova last. Monopoli, kot ga poznamo danes, je nasprotje te ideje in je bil narejen z namenom prikazati uničujoče posledice monopola veleposestnikov. Hkrati je izdelala različico, kjer investiranje v nepremičnine koristi vsem igralcem. Igro je patentirala leta 1904, vendar je ni aktivno tržila, tako da se je širila predvsem po univerzitetnih kampusih z ročno izdelanimi kopijami, pri čemer so različni avtorji dodajali nove elemente. Sčasoma je postala precej priljubljena, ironično pa se je uveljavila le različica, v kateri je cilj neusmiljeno zatreti ostale igralce in pridobiti monopol.
V tridesetih letih dvajsetega stoletja, v času velike gospodarske krize, je prišel v stik z igro Charles Darrow, ki je izdelal svojo različico in jo pod imenom Monopoly prodal podjetju Parker Brothers. Po zaslugi oglaševalske kampanje je kmalu postala uspešnica in prinesla Darrowu ter založniku pravo bogastvo. Zgodba o nenadnem vzponu iz revščine (Darrow je bil pred tem brezposeln trgovec) je očarala obubožan narod in kmalu je tudi uradno obveljalo, da je Darrow sam iznašel igro, prispevek predhodnikov pa je bil zamolčan.
V desetletjih po tem se je priljubljenost Monopolija razširila po vsem svetu. Že med drugo svetovno vojno so britanske tajne službe igro s pridom uporabljale za dostavljanje pomoči vojnim ujetnikom v nemških taboriščih, saj so Nemci dopustili humanitarnim organizacijam pošiljati igre zapornikom (tako so vzdrževali mir), pri čemer pa pazniki niso natančno pregledovali vsebine škatel. Po drugi strani je bila zaradi izrazito kapitalističnega motiva dolgo časa prepovedana v nekaterih državah vzhodnega bloka, kot sta Sovjetska zveza in Kuba.
V zgodnjih sedemdesetih je profesor ekonomije Ralph Anspach ustvaril Anti-Monopoly z obratnim ciljem razbijanja monopolov. Tudi ta je doživel uspeh, zato se je zapletel v tožbo s Parker Brothers glede blagovne znamke. Dolgoleten spor, v katerem je Anspach razkril pravi izvor igre in na koncu na ta način dosegel razveljavitev lastništva blagovne znamke, je prignal vse do Vrhovnega sodišča. Avtorske pravice za sam Monopoli so zdaj last korporacije Hasbro, ki je leta 1991 prevzela podjetje Parker Brothers.